# 酒井ローレンス・アーロン
酒井 ローレンス・アーロン（さかい ローレンス・アーロン、AARON Sakai Lawrence、1983年1月9日 - ）は、アメリカ合衆国カリフォルニア州出身のプロバスケットボール選手である。ポジションはポイントガード。背番号14。183cm、79kg。日系四世である。

## 来歴
C．K．Clatchy高校では主将を務め、MVP2回獲得。
その後、ウェストバレーカレッジを経て、NCAA1部のアラスカ大学アンカレッジ校で活躍。大学歴代スリーポイント6位などを記録しMIPも受賞。
卒業後はセミプロのサクラメント・プロ・デベロップメンタル・リーグでプレーし、2007年、埼玉ブロンコスに入団。
2008年退団。